# Karjat
Karjat è una città dell'India di 25.544 abitanti, situata nel distretto di Raigad, nello stato federato del Maharashtra. In base al numero di abitanti la città rientra nella classe III (da 20.000 a 49.999 persone).

## Geografia fisica
La città è situata a 18° 55' 24 N e 73° 19' 31 E.

## Società

### Evoluzione demografica
Al censimento del 2001 la popolazione di Karjat assommava a 25.544 persone, delle quali 13.221 maschi e 12.323 femmine. I bambini di età inferiore o uguale ai sei anni assommavano a 2.978, dei quali 1.549 maschi e 1.429 femmine. Infine, coloro che erano in grado di saper almeno leggere e scrivere erano 19.297, dei quali 10.578 maschi e 8.719 femmine.